# Rhonda Sharp
Rhonda Dawn Sharp (1953) é uma professora de económicas na Universidade da Austrália Meridional e chefe da equipa de projeto e investigadora principal do Hawke Research Institute e do Centro de Investigação para Estudos de Género. Em 2012 foi reconhecida como membra da Ordem da Austrália.
Em 2007, foi consultora do Grupo de Peritos da ONU Mulheres (EGM): Financiamento para a igualdade de género e o empoderamento das mulheres. Entre 2000 e 2001, foi presidenta da Associação Internacional de Economia Feminista (IAFFE).

## Educação
Rhonda Sharp licenciou-se em Economia (1975) e obteve um diploma em Educação (1976) pela Universidade da Nova Inglaterra, na Austrália. Posteriormente, frequentou a Universidade de Queensland, onde concluiu o mestrado em Economia em 1982. Em 1997, obteve o doutoramento na Universidade de Sydney.